# کوک نشور دوم
کوک نشور دوم یکی از پادشاهان سلسلهٔ سوکل مخ‌ها بوده‌است. کوک نشور دوم عمو زادهٔ یکی از پادشاهان این سلسله به نام تمتی هالکی بوده و در سال ۱۶۵۰ قبل از میلاد تمتی هلکی جای خود را به کوک نشور دوم داده‌است. به دلیل اینکه کوک نشور در زمان حکومتش بدون نائب سلطنه و به عنوان شاهزادهٔ شوش حکمرانی کرد قدرت سه‌گانه بدست آورد و عنوان شاه ایلام، فرماندار سیمایش و شوش را به او دادند.
کوتیر شیلهه برادر یا عمو زادهٔ وی نیز در حدود سال ۱۶۳۵ قبل از میلاد جانشین وی شده‌است.